# Giovanni Gaspari
Giovanni Gaspari (* 6. června 1963 Pescara) je italský římskokatolický duchovní, arcibiskup a diplomat.

## Život
Narodil se 6. června 1963 v Pescaře.
Vstoupil do kněžského semináře. Po studiu teologie a filosofie byl 4. července 1987 arcibiskupem Antoniem Iannuccim vysvěcen na kněze a inkardinován do arcidiecéze Pescara-Penne. Poté odešel do Říma kde se věnoval studiu kanonického práva a morální teologie. Je absolventem Papežské církevní akademie.
Dne 1. července 2001 vstoupil do diplomatických služeb Svatého stolce. Působil na apoštolských nunciaturách v Íránu, Albánii, Mexiku a Litvě. Před jmenováním nunciem působil ve Státním sekretariátu v sekci pro vztahy se státy. Dne 21. září 2020 jej papež František jmenoval apoštolským nunciem v Angole a na Svatém Tomáši a Princové ostrově s udělením titulu titulárního arcibiskupa z Alba marittima. Biskupské svěcení přijal 17. října z rukou kardinála Pietra Parolina a spolusvětiteli byli arcibiskupové Paul Richard Gallagher a Tommaso Valentinetti.
Dne 2. března 2024 byl ustanoven nunciem v Koreji a Mongolsku.
Ovládá angličtinu, francouzštinu a španělštinu.